# Warszawianka
A Warszawianka (Varsavianka) régi lengyel forradalmi munkásdal. Szövegét Wacław Święcicki írta 1879-ben a varsói Citadella börtönben. 1883-ban nyomtatták ki, 1885-ben már énekelték Varsóban egy tüntetésen. Az 1905-ös megmozdulások során kapta a Warszawianka címet.
Dallamát  Józef Pławiński írta. Magyarországon az 1920-as évek közepén kezdett el terjedni az illegális mozgalomban német közvetítéssel. A harmincas években már nyilvános munkásgyűléseken is énekelték. A népszerűsége tovább nőtt, és a legtöbbet énekelt indulók egyike lett.
A korabeli fordítást Gáspár Endre készítette, a későbbi magyar szöveget Lányi Sarolta írta.

## Története
A 19. század végén keletkezett lengyel dal Oroszországban az 1905-ös és 1917-es forradalmak alatt terjedt el, magyar átvétele szovjet mintára történt és a proletár internacionalizmust volt hivatva példázni, illetve propagálni. Magyarországhoz hasonlóan valószínűleg elterjedt a kommunista blokk többi országában is, sőt nyugati országok kommunista mozgalmaiban is.
Elhangzott többek között Jancsó Miklós 1970-ben bemutatott A pacifista című filmjében és ezután a Vörös Brigádok indulója lett.

## Kotta és dallam
| 1. Rontása tört ránk a dúló viharnak, Ordas had áradata kelt ellenünk. Vesztünkre esküdtek ádáz hatalmak, S tudtuk, egy életen át kell küzdenünk. Refrén: Álltunk a vészben, álltunk merészen, Lelkünkben tűzpirosan izzott a cél. Munkások, álljunk a nagy harcra készen, Melyből az emberi nem új napja kél. | 2. Kínzó igában legörnyedt a hátunk, Mégis reméltük ama nagy diadalt, Szenvedve távol jövendőbe láttunk, S harsogva zengtük a szent csatadalt. (Refr.) | 3. Vérünk nem omlott a harcban hiába, Mártírjainknak neve nagy lett s dicső. Emlékük az fonja legszebb dalába, Melyért elestek: a boldog jövő. (Refr.) |

## Felvételek
- Varsavianka. Magyar Rádió kórusa  YouTube (1997. szeptember 6.)  (Hozzáférés: 2017. január 23.) (audió)
- Munkásmozgalmi dalok - Varsavianka. A Magyar Néphadsereg Művészegyüttesének Ének- és Zenekara  YouTube (Hozzáférés: 2017. január 23.) (audió)
- Red Army Choir: Varchavianka. A Vörös Hadsereg Énekkara  YouTube (2011. szeptember 3.)  (Hozzáférés: 2017. január 23.) (audió) oroszul